# Петер Шаттшнайдер
Пітер Шаттшнайдер (нар. 1950, Відень) — австрійський фізик і письменник-фантаст, в даний час відставний професор в Інституті фізики твердого тіла і співробітник USTEM спецпідрозділу Віденського технологічного університету. Його дослідження зосереджені на електронній мікроскопії, зокрема на спектроскопії втрати електронної енергії та непружній взаємодії між електронами та речовиною. Він також цікавиться історією фізики, наукою в науковій фантастиці та роллю науки в суспільстві. Його група була відповідальною за відкриття електронного магнітного кругового дихроїзму в 2006 році

## Життя
Петер Шаттшнайдер отримав диплом з фізики у 1973 році у Віденському технологічному університеті, захистивши дисертацію під назвою «Профілі дифузії рентгенівських променів у тонких шарах» (нім. Röntgenographische Bestimmung von Diffusionsprofilen in dünnen Schichten). У 1976 році він успішно захистив у цьому ж університеті кандидатську дисертацію на тему «Визначення констант решітки бінарних сплавів за профілями дифракції рентгенівських променів» (нім. Die Ermittlung von Gitterkonstantenspektren binärer Legierungen aus Röntgenbeugungsprofilen). З 1974 по 1977 рік він також був зарахований до Віденського університету, де здобув ступінь магістра як викладача фізики та математики для коледжу. Після кількох років роботи над датчиками повітряного та космічного походження на приватному машинобудівному підприємстві він повернувся до своєї альма-матер у 1980 році як асистент Інституту прикладної та технічної фізики, де він став асистентом професора в 1988 році.
У 1978 році він опублікував свою першу науково-фантастичну повість (нім. Rechtsbrecher), а потім опублікував інші оповідання в антології та журналах.
З 1992 по 1993 рік працював у CNRS (Centre Nationale de la Recherche Scientifique) у Парижі. З 1995 року він є запрошеним професором у École Centrale Paris. З 2000 по 2006 рік був керівником новоствореної Університетської служби трансмісійної електронної мікроскопії у Віденському технологічному університеті. Хоча він офіційно вийшов на пенсію у 2015 році він досі є активним дослідником. У жовтні 2016 року отримав відзнаку Віденського технологічного університету за «його дослідження зі спектроскопії втрат електронної енергії та розробку теоретичних основ у галузях ELNES, EMCD та останнім часом електронних вихрових променів».

## Нагороди
- 1981: Премія Теодора Кернера за роботу над EELS.
- 1992: Премія Курда-Ласвіца за оповідання Pflegeleicht
- 1995: Премія Курда-Ласвіца за оповідання «Brief aus dem Jenseits»

## Роботи

### як Автор
Романи
- Singularitäten. Ein Episodenroman im Umfeld schwarzer Löcher. Зуркамп, Франкфурт/М. 1984,ISBN 3-518-37521-0.

Розповіді
- Zeitstopp. Science-Fiction-Geschichten (Phantastische Bibliothek; Bd. 76). Suhrkamp, Frankfurt/M. 1982, ISBN 3-518-37319-6.
- Selbstgespräch mit Protoplasma. Erzählungen aus der Zukunft. Verlag im Waldgut, Frauenfeld 2009, ISBN 978-3-03-740384-6 (with an epilogue by Franz Rottensteiner).

Нехудожні книги
- Основи непружного розсіювання електронів. Springer, Wien 1986,ISBN 3-211-81937-1.

### Як редактор
- Science Fiction — Werkzeug oder Sensor einer technisierten Welt? Vortragsreihe. EDFC, Passau 1995 (with Karlheinz Steinmüller)
- Linear and chiral dichroism in the electron microscope. Pan Stanford, Singapore 2012, ISBN 9789814267489